# Yannick Andréi
Pour les articles homonymes, voir Andrei.
Jean Antoine Andréi, dit Yannick Andréi, est un réalisateur et scénariste français, né le 18 février 1927 à Bordeaux, en Gironde et mort le 28 décembre 1987 à Neuilly-sur-Seine, dans les Hauts-de-Seine.

## Biographie

### Carrière
Yannick Andréi commence sa carrière au cinéma en 1953, en tant qu'assistant réalisateur pour un film de Jean-Pierre Melville, Quand tu liras cette lettre. Il s'intéresse à l'écriture de scénario en 1959, avec l'adaptation française du film Bonjour la chance (La ironía del dinero), grâce auquel il va pouvoir se tourner vers la réalisation et ainsi obtenir un nouveau statut dans le monde de l'audiovisuel. Son premier film en tant que réalisateur et scénariste est le film Samedi soir en 1961. Yannick Andréi réalise surtout pour la télévision, jusqu'à l'année de sa mort, en 1987. En 1986, il reçoit le 7 d'or dans la catégorie « meilleur feuilleton, série ou collection » pour L'Affaire Caillaux. Vers la fin de sa carrière, il s'essaie au métier d'acteur dans Paris minuit, un film de son fils, Frédéric Andréi.

### Famille
Yannick Andréi fut marié à Lucette Andréi, (scripte sur de très nombreux films et téléfilms). Ils eurent trois enfants : Christophe (réalisateur), Frédéric (acteur et réalisateur) et Jérôme (acteur et coach d'acteurs).

## Filmographie

### Réalisateur

#### Fictions

##### Cinéma
- 1961 : Samedi soir
- 1975 : Au-delà de la peur

##### Télévision
- 1962-63 : L'inspecteur Leclerc enquête (6 épisodes)
- 1963 : Mic et Pascalou
- 1964 : L'Abonné de la ligne U
- 1964 : Yann
- 1965-1966 : Sans famille (téléfilm en deux parties diffusé dans l'émission Le Théâtre de la jeunesse)
- 1966 : Le train bleu s'arrête 13 fois (1 épisode)
- 1967 : Malican père et fils (feuilleton télévisé)
- 1967 : Le Chevalier Tempête (feuilleton télévisé)
- 1970 : Le Service des affaires classées (9 épisodes)
- 1971 : La Dame de Monsoreau'' (mini-série)
- 1971 : Donogoo
- 1973 : Les Aventures du capitaine Lückner (série télévisée)
- 1973 : La Mort du pantin (téléfilm)
- 1973 : L'Hiver d'un gentilhomme (série télévisée)
- 1974 : La Juive du Château-Trompette (série télévisée)
- 1977 : Allez la rafale ! (série télévisée)
- 1977 : D'Artagnan amoureux (série télévisée)
- 1979 : La Lumière des justes (série télévisée)
- 1981 : Blanc, bleu, rouge (série télévisée)
- 1981 : La Double Vie de Théophraste Longuet (mini-série)
- 1982 : Une voix, la nuit
- 1983 : La Chambre des dames (feuilleton télévisé)
- 1984 : Emmenez-moi au théâtre : Croque Monsieur
- 1985 : La Répétition ou l'amour puni (captation théâtrale)
- 1985 : L'Affaire Caillaux (téléfilm)
- 1986 : Stradivarius (téléfilm)
- 1987 : Tailleur pour dames (captation théâtrale)
- 1988 : Les Clients (téléfilm)

#### Émissions de télévision
- 1964 : Les Auteurs gais : Courteline
- 1970 : Au fil des jours : Voici des fruits... des fleurs..., émission d'Aimée Mortimer

### Scénariste
- 1959 : Bonjour la chance (La ironía del dinero), d'Edgar Neville et Guy Lefranc - adaptation
- 1961 : Samedi soir de lui-même
- 1975 : Au-delà de la peur de lui-même

### Assistant réalisateur
- 1952 : Elle et moi de Guy Lefranc
- 1953 : Quand tu liras cette lettre, de Jean-Pierre Melville
- 1953 : Maternité clandestine, de Jean Gourguet
- 1953 : Mon frangin du Sénégal, de Guy Lacourt
- 1954 : Sur le banc, de Robert Vernay
- 1954 : La Cage aux souris de Jean Gourguet
- 1956 : Ces sacrées vacances, de Robert Vernay
- 1958 : Premier mai, de Luis Saslavsky
- 1957 : Miss Pigalle de Maurice Cam
- 1959 : Deux Hommes dans Manhattan, de Jean-Pierre Melville

### Acteur
- 1985 : Paris minuit, de Frédéric Andréi